# ベトナム水産総局
ベトナム水産総局（ベトナム語：Tổng cục Thủy sản）は、ベトナムにおける水産政策を担当する政府機関である。所在地はハノイ。執行機関たる下部組織として、2012年ベトナム政府政令第102号に基づきベトナム漁業資源監視局が2013年1月25日付で設置された。ベトナムの漁業・主権の保護の強化を図ることを目的としている。
ベトナム水産総局は、ベトナムの水産行政における法執行機関であり、農業農村開発省に属する。ベトナム沿岸における哨戒、検査、指導、不法行為の検挙・処理及び漁業調査の機能を果たすものとされている。
ベトナム水産総局の人員には、ベトナムの司法権が及ぶ水域において漁業を行う国内及び海外の組織・個人に対し、罰則を適用する権限が付与される。彼等は捜索救難活動に加え、災害の防止・コントロールにも関与するものとされている。
ベトナム水産総局は、自然災害の防止活動に際して捜索・救助・救難活動の調整を行い、海洋法に従って国の主権を保護する。